# Pukapuka (Cookinseln)
Pukapuka (auch Danger Island genannt) ist ein Korallenatoll der Cookinseln im Pazifischen Ozean.

## Geographie
Zum Atoll gehören neben der gleichnamigen Hauptinsel zwei größere Motus (Nebeninseln), Motu Ko und Moto Kutawa, sowie eine Anzahl kleinerer und kleinster unbewohnter Inselchen mit einer Landfläche von insgesamt 1,3 km². Unter den bewohnten Inseln der Cookinseln zählt dieses Atoll zu den am meisten isolierten. 
Auf Pukapuka leben 456 Einwohner (Zensus-Stichtag 1. Dezember 2021). Eine Aufgliederung der Einwohnerzahl gab es zuletzt 10 Jahre vorher, nämlich zum Zensus-Stichtag 1. Dezember 2011, als die Bevölkerung 451 Einwohner betrug. Auf die drei Dörfer der Hauptinsel entfielen davon
- Yato (166)
- Roto oder Loto (190)
- Ngake (95)

Bei den auf der Insel beliebten Sportwettkämpfen treten die Dörfer unter den Namen (und mit Flagge und Hymne dieser Staaten) Niederlande, Japan und USA an; diese Bezeichnungen werden auch im Alltagsleben häufig für die Dörfer verwendet.

## Verkehr
Die Insel, die über einen Flugplatz verfügt, wird nur unregelmäßig angeflogen. Die einzige Linienflugverbindung der Air Rarotonga wurde aus wirtschaftlichen Gründen eingestellt, nachdem gestiegene Treibstoffkosten zu einem starken Rückgang der Passagierzahl führten. Zudem liegt Pukapuka näher zu Samoa als zu den übrigen Inseln der Cookinseln.

## Geschichte
Es gibt archäologische Belege für eine Besiedlung sowohl um ca. 300 v. Chr. als auch um ca. 400 n. Chr. Es ist unbekannt, ob das Atoll durchgehend besiedelt war, da die nächsten Belege auf das 13./14. Jahrhundert datieren.
Pukapuka wurde am 20. August 1592 vom spanischen Seefahrer Alvaro de Mendana entdeckt, der die Insel San Bernardo taufte.
Im Februar 2005 wurde Pukapuka, wie auch die Nachbarinsel Nassau, durch den Wirbelsturm „Percy“ stark getroffen.

## Sprache
Auf Pukapuka und dem benachbarten Nassau wird die indigene polynesische Sprache Pukapuka von 840 Menschen gesprochen. Weitere 1200 Sprecher des Pukapuka leben heute auf Rarotonga, in Neuseeland und Australien (Ethnologue, 2005). Literarisch wurde Pukapuka durch den Schriftsteller Robert Dean Frisbie in seinem Buch Island of Desire bekannt.